# Forschungsanstalt für Schifffahrt, Wasser- und Grundbau
1. WEITERLEITUNG Forschungsanstalt für Schiffahrt, Wasser- und Grundbau